# Lądowisko Stara Wieś
Lądowisko Stara Wieś – lądowisko w miejscowości Stara Wieś w województwie podkarpackim, w skład którego wchodzi trawiasty pas startowy i hangar.